# 비정상회담
《비정상회담》(非頂上會談)은 대한민국의 방송사 JTBC의 텔레비전 토크쇼이다. 외국인 남성 패널들, 세 진행자들, 그리고 매주 바뀌는 게스트와 함께 특정 주제와 안건에 대해 토론을 한다.

## 개요
"비정상회담"은 나라의 정치적 지도자, ‘우두머리’(頂上, Summit)들의 회담이라는 뜻을 갖고 있는 ‘정상회담’(頂上會談, Summit Meeting)이라는 용어를 교묘히 바꾼 말로, 앞에 ‘아닐 비’(非)를 붙여 “정상이 아닌 평범한 사람들의 회담”(Non-Summit Meeting)이라는 뜻과, ‘정상’(正常, Usual)이냐 ‘비정상’(非正常, Unusual)이냐를 가르는 “색다른(Unusual) 사람들의 회담”이라는 뜻 모두를 나타내는 중의적 표현이다.
다음과 같은 오프닝 멘트를 한 다음에 개회 선언을 하며 시작한다.
| “ | 국제 평화 및 안전 유지를 위해 각국 정상들이 국제 연합, 유엔(UN)에 모여 정상회담을 펼칠 동안 자국에서 정식 파견한 적은 없지만, 지들(G들) 입으로 대표라 우기는 지들이(G들이) 모여 세계 청년들의 평화와 안전을 위한 비정상회담을 개최했다. | ” |

53회 방송 이전까지는 "정상회담을 펼칠 동안"과 "자국에서 정식 파견한 적은 없지만..." 사이에 "후미진 구석방..."이라는 문구가 있었지만, 53회 방송부터는 방송 세트장 구조의 변경으로 인해 그 멘트를 하지 않는다.

## 방송 시리즈
| 방송 시즌 | 방송 횟수 | 프로그램명 | 방송 기간                        |
| --------- | --------- | ---------- | -------------------------------- |
| 1기       | 177부작   | 비정상회담 | 2014년 7월 7일 ~ 2017년 12월 4일 |

## 출연진

### 의장단 (MC)
| 역할     | 이름   | 출생일                | 회차        |
| -------- | ------ | --------------------- | ----------- |
| 사무총장 | 유세윤 | 1980년 9월 12일(44세) | 1회 ~ 177회 |
| 의장     | 전현무 | 1977년 11월 7일(47세) | 1회 ~ 177회 |
| 의장     | 성시경 | 1979년 4월 17일(46세) | 1회 ~ 177회 |

### 각국 대표
패널의 이름 앞에 붙은 국가는 국적이 아닌 출신 국가를 기준으로 한다. 안드레아스 바르사코풀로스는 그리스와 미국의 복수 국적을 가졌으나 그리스에서 온 패널이고 그리스에 대하여 소개하기 위해 나온 패널이므로 출신국가를 그리스라고 표기한다.

#### 고정 패널
* 나열 순서는 이름의 가나다 순이다.
| 출신 국가      | 이름                                            | 생년월일               | 에피소드                                          |
| 당시 출현 패널 | 당시 출현 패널                                  | 당시 출현 패널         | 당시 출현 패널                                    |
| -------------- | ----------------------------------------------- | ---------------------- | ------------------------------------------------- |
| 캐나다         | 기욤 패트리 Guillaume Patry                     | 1982년 6월 19일(43세)  | 1회 ~ 177회 (69회, 111회, 131회 불참)             |
| 독일           | 니클라스 클라분데 Niklas Klabunde               | 1993년 8월 3일(31세)   | 103회 ~ 177회 (131회 불참)                        |
| 미국           | 마크 테토 Mark Tetto                            | 1980년 3월 1일(45세)   | 24회, 103회 ~ 177회 (141회, 142회 불참)           |
| 스위스         | 알렉스 맞추켈리 Alex Mazzucchelli               | 1990년 5월 17일(35세)  | 103회 ~ 177회 (111회, 120회, 131회, 141회 불참)   |
| 이탈리아       | 알베르토 몬디 Alberto Mondi                     | 1984년 1월 17일(41세)  | 1회 ~ 177회 (12회, 65회, 78회, 158회, 159회 불참) |
| 일본           | 오오기 히토시 扇仁志                            | 1992년 4월 6일(33세)   | 105회, 111회 ~ 177회 (146회, 147회 불참)          |
| 프랑스         | 오헬리엉 루베르 Aurelien Loubert                | 1981년 12월 30일(43세) | 103회 ~ 177회 (138회, 146회, 155회 불참)          |
| 중국           | 왕심린 王心遴                                   | 1989년 10월 13일(35세) | 106회, 111회 ~ 177회                              |
| 파키스탄       | 자히드 후세인 زاہد حسین                         | 1988년 11월 25일(36세) | 103회 ~ 177회 (111회, 126회, 131회, 146회 불참)   |
| 멕시코         | 크리스티안 부르고스 Cristian Burgos             | 1993년 8월 24일(31세)  | 68회, 105회 ~ 177회 (131회 불참)                  |
| 하차 패널      |                                                 |                        |                                                   |
| 일본           | 나카모토 유타 中本悠太                          | 1995년 10월 26일(29세) | 53회 ~ 78회                                       |
| 노르웨이       | 니콜라이 욘센 Nikolai Johnsen                   | 1988년 8월 24일(36세)  | 53회 ~ 102회, 131회                               |
| 독일           | 다니엘 린데만 Daniel Lindemann                  | 1985년 10월 16일(39세) | 5회 ~ 102회 (95회 불참)                           |
| 호주           | 다니엘 스눅스 Daniel Snoeks                     | 1994년 7월 12일(30세)  | 01회 ~ 17회                                       |
| 인도           | 럭키 लकी                                         | 1978년 6월 16일(47세)  | 103회 ~ 144회 , 161회                             |
| 프랑스         | 로빈 데이아나 Robin Deiana                      | 1990년 7월 18일(34세)  | 1회 ~ 52회, 75회, 100회                           |
| 중국           | 모일봉 茅一峰                                   | 1987년 9월 9일(37세)   | 103회 ~ 104회 (105회 ~ 110회 불참)                |
| 호주           | 블레어 윌리엄스 Blair Williams                  | 1992년 1월 10일(33세)  | 22회, 28회 ~ 52회, 100회 (41회 불참)              |
| 이집트         | 새미 라샤드 سامي الباز                          | 1990년 4월 25일(35세)  | 11회, 53회 ~ 102회                                |
| 가나           | 샘 오취리 Sam Okyere                            | 1991년 4월 21일(34세)  | 1회 ~ 102회, 149회 (91회 불참)                    |
| 네팔           | 수잔 샤키야 सुजन शाक्य                             | 1988년 3월 10일(37세)  | 27회 ~ 52회, 100회, 171회 (49회 불참)             |
| 그리스         | 안드레아스 바르사코풀로스 Ανδρέας Βαρσακοπουλος | 1990년 8월 14일(34세)  | 53회 ~ 102회                                      |
| 튀르키예       | 에네스 카야 Enes Kaya                           | 1984년 8월 22일(40세)  | 1회 ~ 24회 (11회 불참, 23회 ~ 24회 편집)          |
| 러시아         | 일리야 벨랴코프 Илья Беляков                    | 1982년 8월 26일(42세)  | 20회, 28회 ~ 52회, 100회                          |
| 중국           | 장위안 张玉安                                   | 1984년 3월 4일(41세)   | 1회 ~ 102회                                       |
| 영국           | 제임스 후퍼 James Hooper                        | 1987년 4월 19일(38세)  | 1회 ~ 04회, 33회, 100회                           |
| 벨기에         | 줄리안 퀸타르트 Julian Quintart                 | 1987년 8월 24일(37세)  | 01회 ~ 52회, 100회 (48회 불참)                    |
| 브라질         | 카를로스 고리토 Carlos Gorito                   | 1986년 5월 17일(39세)  | 53회 ~ 102회, 151회 (101회 ~ 102회 불참)          |
| 미국           | 타일러 라쉬 Tyler Rasch                         | 1988년 5월 6일(37세)   | 1회 ~ 102회 (13회, 56회, 65회, 83회 불참)         |
| 일본           | 테라다 타쿠야 寺田拓哉                          | 1992년 3월 18일(33세)  | 1회 ~ 52회, 100회 (17회, 22회, 45회 불참)         |
| 폴란드         | 프셰므스와브 크롬피에츠 Przemysław Krompiec     | 1985년 3월 3일(40세)   | 53회 ~ 102회                                      |

#### 일일비정상
이 중 일리야 벨랴코프 (하차), 블레어 윌리엄스 (하차), 수잔 샤키야 (하차)는 28회부터, 새미 라샤드 (하차)는 53회부터, 마크 테토는 103회부터, 크리스티안 부르고스는 106회부터 고정 패널이 되었다.
* 나열 순서는 일일비정상으로 참여한 회차 순이다.
* 파란색은 현재 고정패널이 된 일일비정상, 노란색은 고정패널이였지만 하차한 일일비정상이다.
| 출신 국가         | 이름                                       | 회차  | 출연 사유                                                |
| ----------------- | ------------------------------------------ | ----- | -------------------------------------------------------- |
| 이집트            | 새미 라샤드 سامي الباز                     | 11회  | 에네스 카야의 불참                                       |
| 이탈리아          | 알베르토 루사나 Alberto Lussana            | 12회  | 알베르토 몬디의 불참                                     |
| 미국              | 대니 애런즈 Danny Arens                    | 13회  | 타일러 라쉬의 불참                                       |
| 일본              | 다케다 히로미츠 武田裕光                   | 17회  | 테라다 타쿠야의 불참                                     |
| 레바논            | 사메르 삼훈 Samer Samhoun                  | 18회  | 다니엘 스눅스의 하차                                     |
| 페루              | 샘 레바노 Sam Lévano                       | 19회  | 다니엘 스눅스의 하차                                     |
| 러시아            | 일리야 벨랴코프 Илья Беляков               | 20회  | 다니엘 스눅스의 하차                                     |
| 콜롬비아          | 알바로 산체스 Alvaro Sanchez               | 21회  | 다니엘 스눅스의 하차                                     |
| 오스트레일리아    | 블레어 윌리엄스 Blair Williams             | 22회  | 테라다 타쿠야의 불참, 다니엘 스눅스의 하차               |
| 미국              | 마크 테토 Mark Tetto                       | 24회  | 다니엘 스눅스의 하차                                     |
| 네팔              | 수잔 샤키야 सुजन शाक्य                        | 27회  | 다니엘 스눅스, 에네스 카야의 하차                        |
| 태국              | 타차라 롱프라서드 ทัชระ ล่องประเสริฐ          | 66회  | 글로벌 문화대전 - 뭔? 나라 이웃나라! 태국편              |
| 영국              | 마크 앤클리프 Mark Ancliff                 | 67회  | 글로벌 문화대전 - 뭔? 나라 이웃나라! 영국편              |
| 멕시코            | 크리스티안 부르고스 Cristian Burgos        | 68회  | 글로벌 문화대전 - 뭔? 나라 이웃나라! 멕시코편            |
| 스페인            | 가브리엘 루이스 Gabriel Ruíz               | 69회  | 글로벌 문화대전 - 뭔? 나라 이웃나라! 스페인편            |
| 사우디아라비아    | 야세르 칼리파 ياسر خليفة                   | 70회  | 글로벌 문화대전 - 뭔? 나라 이웃나라! 사우디아라비아편    |
| 인도              | 부션 쿠마르 भूषण कुमार                        | 71회  | 글로벌 문화대전 - 뭔? 나라 이웃나라! 인도편              |
| 네덜란드          | 샌더 룸머 Sander Roomer                    | 72회  | 글로벌 문화대전 - 뭔? 나라 이웃나라! 네덜란드편          |
| 베네수엘라        | 안토니오 봄파르트 Antonio Bompart          | 73회  | 글로벌 문화대전 - 뭔? 나라 이웃나라! 베네수엘라편        |
| 캄보디아          | 복 위살봇 បូក វ៉ាយសាលបូត                        | 74회  | 글로벌 문화대전 - 뭔? 나라 이웃나라! 캄보디아편          |
| 오스트리아        | 마티아스 그라브너 Matthias Grabner         | 75회  | 글로벌 문화대전 - 뭔? 나라 이웃나라! 오스트리아편        |
| 남아프리카 공화국 | 아킴 페드로 Akeem Pedro                    | 76회  | 글로벌 문화대전 - 뭔? 나라 이웃나라! 남아프리카 공화국편 |
| 불가리아          | 미카엘 아쉬미노프 Михал Ашминов            | 77회  | 글로벌 문화대전 - 뭔? 나라 이웃나라! 불가리아편          |
| 볼리비아          | 마우리시오 로아이자 Mauricio Loayza        | 78회  | 글로벌 문화대전 - 뭔? 나라 이웃나라! 볼리비아편          |
| 한국 (새터민)     | 강춘혁                                     | 79회  | 글로벌 문화대전 - 뭔? 나라 이웃나라! 새터민편(신년특집)  |
| 인도네시아        | 키키 카르나디 Kiki Karnadi                 | 80회  | 글로벌 문화대전 - 뭔? 나라 이웃나라! 인도네시아편        |
| 칠레              | 로드리고 디아즈 Rodrigo Díaz               | 81회  | 글로벌 문화대전 - 뭔? 나라 이웃나라! 칠레편              |
| 우크라이나        | 안드리 쿠르토프 Андрій Куртов              | 82회  | 글로벌 문화대전 - 뭔? 나라 이웃나라! 우크라이나편        |
| 베트남            | 도안닝 Đỗ An Ninh                          | 83회  | 글로벌 문화대전 - 뭔? 나라 이웃나라! 베트남편            |
| 아일랜드          | 킬리안 번 Cillian Byrne                    | 84회  | 글로벌 문화대전 - 뭔? 나라 이웃나라! 아일랜드편          |
| 핀란드            | 레오 란타 Leo Ranta                        | 85회  | 글로벌 문화대전 - 뭔? 나라 이웃나라! 핀란드편            |
| 몽골              | 자갈마 술드볼드 Жаргалмаагийн Сүлдболд     | 86회  | 글로벌 문화대전 - 뭔? 나라 이웃나라! 몽골편              |
| 아르헨티나        | 가브리엘 슈베츠 Gabriel Schvetz            | 87회  | 글로벌 문화대전 - 뭔? 나라 이웃나라! 아르헨티나편        |
| 뉴질랜드          | 잭 스텐하우스 Jack Stenhouse               | 88회  | 글로벌 문화대전 - 뭔? 나라 이웃나라! 뉴질랜드편          |
| 스웨덴            | 올라 하칸슨 Ola Håkansson                  | 89회  | 글로벌 문화대전 - 뭔? 나라 이웃나라! 스웨덴편            |
| 부탄              | 린첸 다와 རེན་ཆེན་ ཟླ་ཝ།                      | 90회  | 글로벌 문화대전 - 뭔? 나라 이웃나라! 부탄편              |
| 중국              | 조이경 赵里京                              | 91회  | 글로벌 문화대전 - 뭔? 나라 이웃나라! 중국편(중국특집)    |
| 중국              | 마국진 马国振                              | 91회  | 글로벌 문화대전 - 뭔? 나라 이웃나라! 중국편(중국특집)    |
| 중국              | 장문균 张雯钧                              | 91회  | 글로벌 문화대전 - 뭔? 나라 이웃나라! 중국편(중국특집)    |
| 벨라루스          | 유리 김 Юрый Кім                           | 92회  | 글로벌 문화대전 - 뭔? 나라 이웃나라! 벨라루스편          |
| 헝가리            | 샤르코지 소비 Sárközi Szabolcs             | 93회  | 글로벌 문화대전 - 뭔? 나라 이웃나라! 헝가리편            |
| 아제르바이잔      | 니하트 칼릴자데 Nihat Xəlilzadə            | 94회  | 글로벌 문화대전 - 뭔? 나라 이웃나라! 아제르바이잔편      |
| 말레이시아        | 무하맛 칼리드 Muhammad Khalid              | 95회  | 글로벌 문화대전 - 뭔? 나라 이웃나라! 말레이시아편        |
| 이란              | 모센 샤피이 محسن شفیعی                     | 96회  | 글로벌 문화대전 - 뭔? 나라 이웃나라! 이란편              |
| 미국              | 가이 씨트론 Guy Citron                     | 97회  | 글로벌 문화대전 - 뭔? 나라 이웃나라! 미국편(미국특집)    |
| 미국              | 조나단 존슨 Jonathan Johnson               | 97회  | 글로벌 문화대전 - 뭔? 나라 이웃나라! 미국편(미국특집)    |
| 미국              | 개이브 다이 Gabe Dye                       | 97회  | 글로벌 문화대전 - 뭔? 나라 이웃나라! 미국편(미국특집)    |
| 미국              | 마이클 람브라우 Michael Lammbrau           | 97회  | 글로벌 문화대전 - 뭔? 나라 이웃나라! 미국편(미국특집)    |
| 파키스탄          | 선두부 알리 سندوبو علی                     | 98회  | 글로벌 문화대전 - 뭔? 나라 이웃나라! 파키스탄편          |
| 케냐              | 프란시스 오켈로 Francis Okello             | 99회  | 글로벌 문화대전 - 뭔? 나라 이웃나라! 케냐편              |
| 모로코            | 아민 아모르 عمر أمين                       | 101회 | 글로벌 문화대전 - 뭔? 나라 이웃나라! 모로코편            |
| 싱가포르          | 루벤호 何柱杬 Reuben Ho Ho Zhu Yuan        | 102회 | 글로벌 문화대전 - 뭔? 나라 이웃나라! 싱가포르편          |
| 영국              | 에밀 프라이스 Emile Price                  | 104회 | 긴급 비정상회담! - 영국의 EU탈퇴(브렉시트) 영국편        |
| 중국              | 왕유 王于                                  | 105회 | 지구상의 반찬타임! - ‘뭣이 중헌디!’ 중국편               |
| 멕시코            | 크리스티안 부르고스 Cristian Burgos        | 105회 | 지구상의 반찬타임! - ‘뭣이 중헌디!’멕시코편              |
| 일본              | 오오기 히토시 扇仁志                       | 105회 | 지구상의 반찬타임! - ‘뭣이 중헌디!’일본편                |
| 중국              | 왕심린 王心遴                              | 106회 | 지구상의 반찬타임! - ‘뭣이 중헌디!’ 중화인민공화국편     |
| 남아프리카 공화국 | 아킴 페드로 Akeem Pedro                    | 106회 | 지구상의 반찬타임! - ‘뭣이 중헌디!’ 남아공편             |
| 이란              | 나자피자데 수데 سوده نجفیزاده              | 107회 | 지구상의 반찬타임 - '뭣이 중헌디!' 이란편                |
| 폴란드            | 아델라 보로위아크 Adela Borowiak           | 107회 | 지구상의 반찬타임 - '뭣이 중헌디!' 폴란드편              |
| 중국              | 심정 沈靖                                  | 108회 | 지구상의 반찬타임 - '뭣이 중헌디!' 중국편                |
| 캄보디아          | 복 위살봇 បូក វ៉ាយសាលបូត                        | 109회 |                                                          |
| 미국              | 로버트 해밀튼 Robert Hamilton              | 109회 | 지구상의 반찬타임 - '뭣이 중헌디!' 미국편                |
| 영국              | 네이슨 잭슨 Nathan Jackson                 | 111회 | 대한민국 제 71주년 광복절! - 광복절 특집                 |
| 기니              | 가심 포파나 Gassim Fofana                  | 111회 | 대한민국 제 71주년 광복절! - 광복절 특집                 |
| 리비아            | 아미라 أميرة                               | 111회 | 대한민국 제 71주년 광복절! - 광복절 특집                 |
| 중국              | 왕심린 王心遴                              | 111회 | 대한민국 제 71주년 광복절! - 광복절 특집                 |
| 일본              | 오오기 히토시 扇仁志                       | 111회 | 대한민국 제 71주년 광복절! - 광복절 특집                 |
| 영국              | 사이먼 페그 Simon Pegg                     | 112회 | 긴급 비정상회담! - 할리우드 배우출연                     |
| 네덜란드          | 나디아 크리스탈 카를리 Nadia Crystal Carli | 113회 |                                                          |
| 리비아            | 아미라 أميرة                               | 115회 | 지구상의 반찬타임 - '뭣이 중헌디!' 리비아편              |
| 필리핀            | 리고베르토 반타 Rigoberto Banta            | 116회 | 지구상의 반찬타임 - '뭣이 더 독헌디!' 필리핀편           |
| 필리핀            | 셀레스테 다비드 Celeste David              | 120회 |                                                          |
| 영국              | 안드류 밀라드 Andrew Millard               | 124회 | 긴급 비정상회담! - 트럼프 당선에 대한 각국 반응 영국편   |
| 튀르키예          | 알파고 시나씨 Alpago Şinasi                | 126회 | 지구상의 반찬타임 - '뭣이 더 독헌디!' 터키편             |
| 튀르키예          | 알파고 시나씨 Alpago Şinasi                | 130회 |                                                          |
| 영국              | 트리스탄 Tristan                           | 131회 | 신년 특집                                                |
| 노르웨이          | 니콜라이 욘센 Nikolai Johnsen              | 131회 | 신년 특집                                                |
| 가나              | 아니타 하토 Anita Hato                     | 131회 | 신년 특집                                                |
| 러시아            | 올가 Ольга                                 | 131회 | 신년 특집                                                |
| 튀르키예          | 제렌 Ceren                                 | 131회 | 신년 특집                                                |
| 말레이시아        | 무하맛 칼리드 Muhammad Khalid              | 131회 | 신년 특집                                                |
| 몽골              | 쉬르멘 산그수렌 Ширмэнгий Сангисхрэн       | 132회 |                                                          |
| 이란              | 모센 샤피이 محسن شفیعی                     | 136회 | 지구상의 반찬타임 - '뭣이 더 독헌디!' 이란편             |
| 말레이시아        | 타밀 셀반 Thamil Selvan                    | 138회 | 지구상의 반찬타임 - '뭣이 더 중헌디!' 말레이시아편       |
| 미국              | 크리스 존슨 Chris Johnson                  | 141회 | 마크 테토의 불참                                         |
| 스페인            | 알레한드로 사나브리아 Alejandro Sanabria   | 141회 | 알렉스 맞추켈리의 불참                                   |
| 미국              | 조셉 네멜카 Joseph Nemelka                 | 142회 | 마크 테토의 불참                                         |
| 러시아            | 에바 Eва                                   | 146회 |                                                          |
| 스웨덴            | 이다 Ida                                   | 146회 |                                                          |
| 일본              | 다케무라 나쯔미 竹村菜都実                 | 146회 |                                                          |
| 프랑스            | 올리비아 Olivia                            | 146회 |                                                          |
| 일본              | 하세가와 나츠코 長谷川夏子                 | 147회 |                                                          |
| 스웨덴            | 이다 Ida                                   | 147회 |                                                          |
| 가나              | 샘 오취리 Sam Okyere                       | 149회 |                                                          |
| 케냐              | 존 운디앙구 John Ndiangui                  | 150회 |                                                          |
| 브라질            | 카를로스 고리토 Carlos Gorito              | 151회 |                                                          |
| 러시아            | 드미트리 Дмитрий                           | 151회 |                                                          |
| 러시아            | 유지나 스웨틀라나 Джина Светлана           | 152회 |                                                          |
| 오스트리아        | 마누 Manu                                  | 153회 |                                                          |
| 핀란드            | 페트리 칼리올라 Petri Kaliola              | 153회 |                                                          |
| 아랍에미리트      | 샴사 알다히리 شمسة الظاهري                 | 154회 |                                                          |
| 미국              | 스티븐 연 Steven Yeun                      | 155회 | 긴급 비정상회담                                          |
| 중국              | 강리즈 姜丽子                              | 155회 |                                                          |
| 모로코            | 우메이마 파티흐 أوميما بارتيه              | 155회 |                                                          |
| 프랑스            | 마린 Marine                                | 155회 |                                                          |
| 예멘              | 수헬라 سو هيرا                             | 158회 |                                                          |
| 케냐              | 필리스 운디앙구 Phyllis Ndiangui           | 158회 |                                                          |
| 영국              | 안코드 자카렐리 Aancod Jakareli            | 159회 |                                                          |
| 이탈리아          | 스테파니아 Stephanie                       | 159회 |                                                          |
| 러시아            | 이나 Ида                                   | 160회 |                                                          |
| 인도              | 럭키 लकी                                    | 161회 |                                                          |
| 영국              | 제임스 James                               | 163회 |                                                          |
| 스웨덴            | 오스카 Oscar                               | 163회 |                                                          |
| 베네수엘라        | 안토니오 봄파르트 Antonio Bompart          | 165회 |                                                          |
| 영국              | 하메드 아리프 Hamed Arif                   | 165회 |                                                          |
| 핀란드            | 페트리 칼리올라 Petri Kaliola              | 166회 |                                                          |
| 러시아            | 제냐 스마긴 Зегна Смагин                   | 168회 | 형제 특집                                                |
| 러시아            | 올렉 스마긴 Олег Смагин                    | 168회 | 형제 특집                                                |
| 러시아            | 알료나 Алёна                               | 169회 |                                                          |
| 인도네시아        | 헨리 파할라 피닐리 Henry Pahala Pinilih    | 169회 |                                                          |
| 미국              | 조엘 로버츠 Joel Roberts                   | 170회 |                                                          |
| 이란              | 에이딘 드레이 آیدین درای                   | 170회 |                                                          |
| 포르투갈          | 누리아 Nuria                               | 170회 |                                                          |
| 베트남            | 탄하 Tânhà                                 | 171회 |                                                          |
| 네팔              | 수잔 샤키야 सुजन शाक्य                        | 171회 |                                                          |
| 미얀마            | 딴쩌툰 သန်းကျော်ထွန်း                               | 172회 |                                                          |
| 남아프리카 공화국 | 지노 슬라멧 Zino Slamet                    | 172회 |                                                          |
| 폴란드            | 매튜 노윅스 Matthew Norwich                | 172회 |                                                          |
| 스페인            | 알마 Alma                                  | 173회 |                                                          |
| 독일              | 필립 Philip                                | 173회 |                                                          |
| 러시아            | 샤샤 Sascha                                | 174회 |                                                          |
| 인도              | 나디 नाडी                                    | 174회 |                                                          |
| 러시아            | 올가 Ольга                                 | 176회 |                                                          |
| 인도네시아        | 캐빈 장 Kevin Chang                        | 177회 |                                                          |
| 콜롬비아          | 호르헤 에레라 Jorge Herrera                | 177회 |                                                          |

### 불참 사유
| 역할          | 이름       | 회차  | 결근 사유                                          |
| ------------- | ---------- | ----- | -------------------------------------------------- |
| 튀르키예 대표 | 에네스     | 11회  | 휴가                                               |
| 이탈리아 대표 | 알베르토   | 12회  | 휴가                                               |
| 미국 대표     | 타일러     | 13회  | 누나 결혼식 참석                                   |
| 일본 대표     | 타쿠야     | 17회  | SBS 인기가요 출연                                  |
| 일본 대표     | 타쿠야     | 22회  | SBS 인기가요 출연                                  |
| 호주 대표     | 블레어     | 41회  | 프랑스 출장                                        |
| 일본 대표     | 타쿠야     | 45회  | SBS 인기가요 출연                                  |
| 벨기에 대표   | 줄리안     | 48회  | 친구 결혼식 참석                                   |
| 네팔 대표     | 수잔       | 49회  | 네팔 지진 구호 활동 (내 친구의 집은 어디인가 촬영) |
| 미국 대표     | 타일러     | 56회  | 할머니 생신 참석                                   |
| 미국 대표     | 타일러     | 65회  | 급성 장염                                          |
| 이탈리아 대표 | 알베르토   | 65회  | 휴가                                               |
| 캐나다 대표   | 기욤       | 69회  | 휴가                                               |
| 이탈리아 대표 | 알베르토   | 78회  | 중국 출장                                          |
| 미국 대표     | 타일러     | 83회  | 조카 출산                                          |
| 가나 대표     | 샘         | 91회  | 휴가                                               |
| 독일 대표     | 다니엘     | 95회  | 휴가                                               |
| 브라질 대표   | 카를로스   | 101회 | 어머님 병문안                                      |
| 브라질 대표   | 카를로스   | 102회 | 어머님 병문안                                      |
| 중국 대표     | 모일봉     | 105회 | 라디오 녹화                                        |
| 중국 대표     | 모일봉     | 106회 | 라디오 녹화                                        |
| 중국 대표     | 모일봉     | 107회 | 라디오 녹화                                        |
| 중국 대표     | 모일봉     | 108회 | 라디오 녹화                                        |
| 중국 대표     | 모일봉     | 109회 | 라디오 녹화                                        |
| 중국 대표     | 모일봉     | 110회 | 라디오 녹화                                        |
| 캐나다 대표   | 기욤       | 111회 | 광복절 특집                                        |
| 파키스탄 대표 | 자히드     | 111회 | 광복절 특집                                        |
| 스위스 대표   | 알렉스     | 111회 | 광복절 특집                                        |
| 스위스 대표   | 알렉스     | 120회 | 미국 출장                                          |
| 파키스탄 대표 | 자히드     | 126회 |                                                    |
| 캐나다 대표   | 기욤       | 131회 |                                                    |
| 독일 대표     | 닉         | 131회 |                                                    |
| 스위스 대표   | 알렉스     | 131회 |                                                    |
| 파키스탄 대표 | 자히드     | 131회 |                                                    |
| 멕시코 대표   | 크리스티안 | 131회 |                                                    |
| 프랑스 대표   | 오헬리엉   | 138회 |                                                    |
| 스위스 대표   | 알렉스     | 141회 | 출장                                               |
| 미국 대표     | 마크       | 141회 | 출장                                               |
| 미국 대표     | 마크       | 142회 | 출장                                               |
| 파키스탄 대표 | 자히드     | 146회 |                                                    |
| 프랑스 대표   | 오헬리엉   | 146회 |                                                    |
| 일본 대표     | 오오기     | 146회 |                                                    |
| 일본 대표     | 오오기     | 147회 |                                                    |
| 프랑스 대표   | 오헬리엉   | 155회 |                                                    |
| 이탈리아 대표 | 알베르토   | 158회 |                                                    |
| 이탈리아 대표 | 알베르토   | 159회 |                                                    |

## 에피소드 목록

### 한국 비정상 대표 (게스트)
- 각 회차마다 각계에서 활동하는 사람들이 0~2명이 "한국 비정상 대표"로 나오게 된다. 가끔 한국 대표가 아닌 다른 나라 사람이 나오기도 하며 국적에 따라 그 나라를 대표한다. 국적 표기가 애매할 경우에는 청년 대표를 맡기도 한다. 직업군은 대부분이 연예계에 종사하는 사람들이다.

- 비정상회담의 에피소드 목록 (2014년)
- 비정상회담의 에피소드 목록 (2015년)
- 비정상회담의 에피소드 목록 (2016년)
- 비정상회담의 에피소드 목록 (2017년)

### 글로벌 문화 대전
- 글로벌 문화 대전은 각국 대표들의 자국문화에 대한 자부심을 알아보고, 타국문화에 대한 오해와 편견을 버리는 코너이다. 28회부터는 각국의 이슈를 알리는 내용으로 꾸며졌으나, 녹화일자와 방송일자가 간격이 있어 이슈가 아니기 때문에 "한 발 늦은 이슈 늦었슈"로 코너를 지칭하였으며, 3~6개국 정도의 소식을 전했다. 53회부터 64회까지는 "다시 쓰는 세계사"를 선보였다. 66회부터는 "뭔? 나라 이웃나라!" 코너를 마련하여 매회마다 한 명의 일일 비정상 대표가 출연하여 자국의 여러 문화 등을 소개하고, 자국에서 문제가 되고 있는 안건을 내놓고 서로 토론을 하였다. 이후 69회부터는 같은 코너에서 안건은 따로 내놓지 않고, 그 나라의 문화를 알아보는 "그곳이 알고 싶다"로 바뀌었고,글로벌 문화 대전은 102회까지 하였다.

### 지구상의 반찬타임
- 지구상의 반찬타임은 각국 대표들이 함께 토론해보고 싶은 각국의 이슈를 가져와 다양한 의견을 들어보는 시간!모든 이슈를 반찬삼아 토론하는 코너이다. 104회부터는 뭣이 중헌디!를 시작하였다.

### 상정 안건
- 한국 비정상 대표로 나오는 게스트가 시청자에게 받은 안건(혹은 본인의 고민)을 읽고 상정하여 그 문제에 대해 토론을 거친 후 최종에는 거수로 "정상", "비정상"을 가리게 된다.

## 제작진
- 기획

여운혁 : 1 ~ 8회
임정아 : 9 ~ 27(?)회
윤현준 : 28(?)회 ~ 71회 현재
- 작가

김명정, 노민선, 김태희, 박서진, 강새롬, 양미란, 양희진 : 1 ~ 27(?)회
김명정, 노민선, 김태희, 이향숙, 강새롬, 양미란, 양희진, 윤종빈 : 28(?)회 ~ 102회
정다운, 남지연, 홍윤경, 신혜림, 김나영, 박서아, 이소현, 손희정, 전선우, 강솔비 : 103회 ~ 현재
- 연출

임정아, 김희정, 홍상훈, 박지예, 최보윤 : 1 ~ 8회
김희정, 홍상훈, 박지예, 최보윤 : 9 ~ 54회
김희정, 홍상훈, 김재원, 최보윤 : 55회 ~ 102회
김노은, 김재원, 정재훈, 안성한, 강홍주 : 103회 ~ 현재

## 수상 경력
| 연도 | 상                | 부문        | 후보                              | 결과 |
| ---- | ----------------- | ----------- | --------------------------------- | ---- |
| 2015 | 51회 백상예술대상 | 예능 작품상 | 비정상회담                        | 수상 |
| 2015 | 51회 백상예술대상 | 남자 예능상 | 전현무 (비정상회담, 나 혼자 산다) | 수상 |

## 결방 사유
- 2017년 1월 2일 : JTBC 뉴스룸 신년특집으로 결방하였다.

## 같이 보기
- 러브 인 아시아
- 삼청동 외할머니
- 헬로! 이방인
- 글로벌 아빠 찾아 삼만리
- 다문화 고부 열전
- 미녀들의 수다
- 이웃집 찰스
- 글로벌 남편백서 내편, 남편
- 어서와~ 한국은 처음이지?
- 대한외국인
- 남의 나라 살아요 - 선 넘은 패밀리